# Liste der Monuments historiques in Poiseul-la-Ville-et-Laperrière
Die Liste der Monuments historiques in Poiseul-la-Ville-et-Laperrière führt die Monuments historiques in der französischen Gemeinde Poiseul-la-Ville-et-Laperrière auf.

## Liste der Immobilien
| Bezeichnung      | Beschreibung            | Standort                                  | Kennzeichnung | Schutzstatus | Datum | Bild           |
| ---------------- | ----------------------- | ----------------------------------------- | ------------- | ------------ | ----- | -------------- |
| Wegekreuz        | Stein, 16. Jahrhundert  | Laperrière, Grande Rue (Lage)             | PA00112587    | Inscrit      | 1928  | weitere Bilder |
| Kirche St-Victor | ab dem 12. Jahrhundert  | Poiseul-la-Ville, rue de Grouvotte (Lage) | PA00112588    | Inscrit      | 1947  | weitere Bilder |
| Wohnhaus         | aus dem 13. Jahrhundert | Laperrière, 6 route de Dijon (Lage)       | PA00112589    | Inscrit      | 1928  |                |

## Liste der Objekte
| Bezeichnung               | Beschreibung                                                 | Standort                                         | Kennzeichnung | Schutzstatus | Datum | Bild |
| ------------------------- | ------------------------------------------------------------ | ------------------------------------------------ | ------------- | ------------ | ----- | ---- |
| Skulptur Heilige Barbara  | mit Stifterfigur; Kalkstein, farbig gefasst, 16. Jahrhundert | Poiseul-la-Ville, in der Kirche St-Victor (Lage) | PM21001737    | Classé       | 1944  |      |
| Skulptur Madonna mit Kind | Kalkstein, 14. Jahrhundert                                   | Poiseul-la-Ville, in der Kirche St-Victor (Lage) | PM21001738    | Classé       | 1974  |      |